# Breganze bianco superiore
Le Breganze bianco superiore est un vin sec italien de la région Vénétie doté d'une appellation DOC depuis le 18 juillet 1969. Seuls ont droit à la DOC les vins blancs récoltés à l'intérieur de l'aire de production définie par le décret. 

## Aire de production
Les vignobles autorisés se situent en province de Vicence dans les communes de Bassano del Grappa, Breganze, Fara Vicentino, Lugo di Vicenza, Marostica, Mason Vicentino, Molvena, Montecchio Precalcino, Pianezze, Salcedo, Sandrigo, Sarcedo et Zugliano. Les vignobles se situent sur des pentes des collines entre les fleuves Brenta et Astico (un affluent du Bacchiglione).
Le vin blanc sec du Breganze bianco superiore répond à un cahier des charges plus exigeant que le Breganze bianco, essentiellement en relation avec le titre alcoolique.

## Caractéristiques organoleptiques
- couleur: jaune paille
- odeur: délicat, intense, fruité, caractéristique
- saveur: sec, frais, arômes d’agrume et d’amande

Le Breganze bianco superiore se déguste à une température de 10 à 12 °C et il se gardera 2 à 3 ans.

## Production
Province, saison, volume en hectolitres :
- pas de données disponible